# Fenestrulina littoralis
Fenestrulina littoralis är en mossdjursart som beskrevs av Gordon 2009. Fenestrulina littoralis ingår i släktet Fenestrulina och familjen Microporellidae. Inga underarter finns listade i Catalogue of Life.